# Tetrorea sellata
Tetrorea sellata là một loài bọ cánh cứng trong họ Cerambycidae.